# Botella de Vieux Marc, Vidre, Guitarra i Diari
Botella de Vieux Marc, Vidre, Guitarra i Diari és un petit paperer de Pablo Picasso, fet l'any 1913, en forma de bodegó.
Picasso va començar a fer collages el 1912. L'ús de papers retallats, i en particular retalls de diaris, semblava una extensió natural dels seus anteriors experiments amb lletres reticades. Mentre que les seves anteriors obres cubistes havien implicat la reconstrucció d'objectes en les seves parts components, treballs com aquest pretenien construir una composició unificada a partir de fragments abstractes dels objectes representats. Pot ser que el periòdic d'aquesta obra s'hagi escollit pel seu color esvaït, ja que tenia prop de trenta anys quan Picasso l'utilitzava.

## Descripció
Retrata una sèrie d'objectes i fragments de paper agrupats en una taula, la vora ovalada dels quals ha estat dibuixada en la part inferior dreta. De la composició. Les formes abstractes de guitarra, copa i ampolla de vi tallades a partir de papers de colors blancs, grisos i negres es juxtaposen amb línies dibuixades que indiquen altres elements de la forma de cada objecte. La paraula "Vieux", escrita al coll de l'ampolla, està parcialment enfosquida i sobreposada a les formes negres. Dues peces retallades del mateix diari Le Figaro, inclòs el pal de màstil, s'enganxen en angle recte cap al centre. Els fragments de dos motius de transferència de brodats amplien la disposició cap a les vores del paper. Els objectes es mostren des de diverses perspectives: mentre que la guitarra i la taula semblen veure des de dalt; l'ampolla i el vidre es mostren des del costat. El suport blau clar està descolorit i les seves vores són irregulars.

## Història

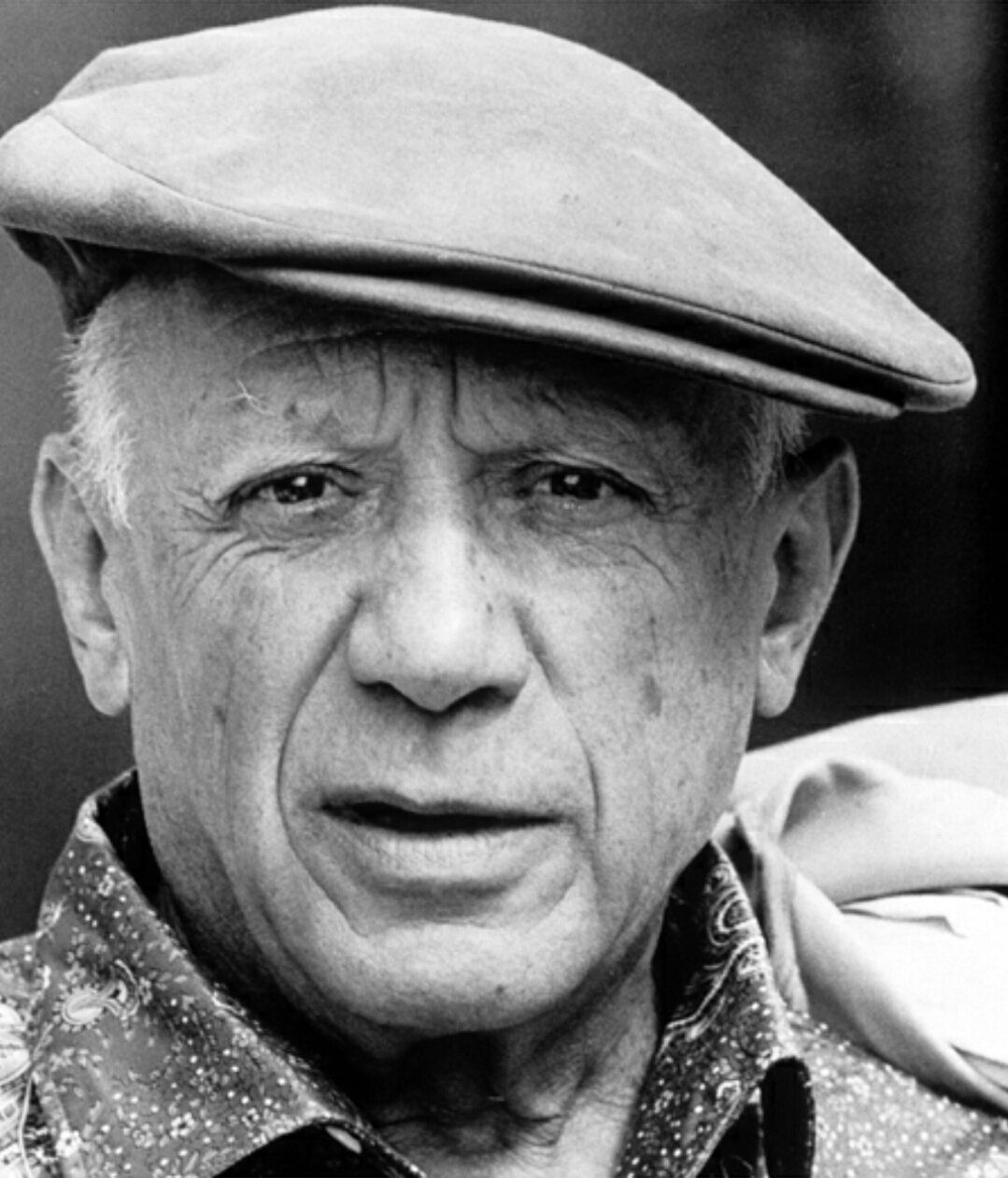
Pablo Picasso, autor d'aquesta obra

L'obra es va realitzar el 1913 o a Ceret, als Pirineus Nord-catalans o al nou estudi de Picasso al Boulevard Raspail a Montparnasse, París, on va produir nombroses altres peces de collage de paper amb l'artista Georges Braque entre 1912 i 1913. Aquest període va suposar una sortida per a ambdós artistes a partir dels seus experiments amb la pintura cubista. Mentre que Braque utilitzava paper d'imitació de fusta de gra en les seves imatges, Picasso va introduir el seu periòdic. A Ampolla de Vieux Marc, Vidre, Guitarra i Diari es reuneixen elements abstractes de vidre, guitarra i diaris per formar una natura armoniosa, tot i que destaca el text del fragment de diari més gran. Segons l'historiador de l'art Brandon Taylor, a principis de 1913, Picasso "s'havia convertit en unes adeptes de ruixar el seu paperer amb referències a tota mena d'esdeveniments grans i petits: guerres i catàstrofes a escala global fins a la petita però entranyable fact divers". La citació d'esdeveniments particulars i la seva reordenació en el paper papier es pot veure com un intent de l'artista de representar les realitats de la ciutat moderna a través d'un nou mitjà. No obstant això, l'ús de fragments de paper "reals" va estendre el llenguatge del cubisme i va portar a imatges que no només eren "recreacions conceptuals de la realitat, sinó també per a elles mateixes complementar-se a aquesta realitat". Picasso va afirmar que l'objectiu de les realitats alternatives que oferia el mitjà papier collé era:
Per fer la idea que diferents textures poden entrar en una composició per convertir-se en la realitat en la pintura que competeix amb la realitat a la natura. Vam intentar desfer-nos de la trompe l'oeil per trobar un "trompe convencional" ... Si un trànsit pot convertir-se en una ampolla, això també ens permet pensar en relació amb els diaris i les ampolles. Aquest objecte desplaçat ha entrat en un univers pel qual no es va fer i on conserva, d'alguna manera, la seva estranyesa. I aquesta estranya era la que volíem fer pensar a la gent perquè érem molt conscients que el món es tornava molt estrany i no exactament tranquil·litzador.
L'octubre de 1912, Picasso va escriure a Braque:
"Estic en procés de reimaginar una guitarra". Visualitzada en aquest context L'ampolla de Vieux Marc, Vidre, Guitarra i Diari és una peça experimental, que ajuda a les exploracions materials i visuals d'objectes quotidians. Com ha demostrat l'historiador de l'art Robert Rosenblum, aquesta obra pertany a un grup de carters collés estretament vinculats produïts a la primavera de 1913. Per exemple, la guitarra, la copa de vi, l'ampolla de Vieux Marc 1913 (Musée Picasso, París) és similar a la composició d'Ampolla de Vieux Marc, Vidre, Guitarra i Periódico. Imatges com aquesta marquen la transició del cubisme analític –que consistia principalment en pintures que separaven una visió única en un compost fragmentari– al cubisme sintètic, que veia artistes que posaven fragments de paper i objectes per representar l'espai en un quadre bidimensional. Malgrat aquestes diferències, resten vestigis del cubisme analític en l'ús del text i la paleta silenciada. Els collages de Picasso i Braque han influït conceptualment i estilísticament artistes que treballen en moviments com el futurisme, el surrealisme i l'art pop, i mentre Taylor escriu "cubist papier collé... Es convertiria en l'estil més elegant i fèrtil del modernisme internacional"